# Шерметалиев, Медербек Асанбекович
Медербек (Медер) Асанбекович Шерметалиев (кирг. Медербек Шерметалиев; род. 13 ноября 1985, Нарын) — киргизский государственный деятель и телеведущий, главный редактор телеканала ЭлТР (2010), директор Кыргызского национального информационного агентства «Кабар» (2022—н. в.)

## Биография
Родился 13 ноября 1985 года в Нарыне, Нарынская область, Киргизская ССР, СССР.
В 2004 году окончил Бишкекский автодорожный техникум (сейчас — Бишкекский автомобильно-дорожный колледж) по специальности «организатор международных, междугородных грузовых и пассажирских перевозок».
Также окончил курсы телеведущих Академии телеведущих при КТРК (2005), курсы парламентской журналистики при Бишкекском пресс-клубе (2006) и курсы производства телерепортажа в Qafqaz Media Merkezi в Азербайджане (2006).
С 2005 года работал в КТРК, вёл программы «Ала-Тоо +», «Ала-Тоо» и «Мекеним мейкин» и авторскую программу «Багыт», являлся куратором редакции «Ала-Тоо» по Ошской области и координатором по Чуйской области.
С 2010 года работал на телеканале ЭлТР, являлся главным редактором (2010) и художественным руководителем (2013—2014).
В 2017—2018 года являлся художественным руководителем ТРК «Санат».
В 2019 году окончил факультет юриспруденции Кыргызско-Российской академии образования.
В 2020 году вновь работал в КТРК: являлся специалистом по связям с общественностью. В 2021 году работал в Социальном фонда Кыргызстана главным специалистом отдела по связям с общественностью и СМИ.
С 2022 года является директором Кыргызского национального информационного агентства «Кабар» (2022—н. в.).
Состоит в браке, имеет двоих детей.

## Критика
По данным правозащитницы Гульгакы Мамасалиевой и издания «Кактус Медиа», Шерметалиев распространял в интернете видео, порочащее оппозиционные СМИ, используя фейковую учётную запись в социальных сетях.